# Лук привлекательный
Лук привлекательный (лат. Allium delicatulum) — многолетнее травянистое растение, вид рода Лук (Allium) семейства Луковые (Alliaceae).

## Распространение и экология
В природе ареал вида охватывает юго-восток Европейской части России, западные районы Казахстана, Сибирь (Алтай и Республика Тува).
Произрастает на солонцах, в полынных пустынях, реже на мелах.

## Ботаническое описание
Луковица яйцевидная, диаметром 5–8 мм, наружные оболочки серые или почти чёрные, бумагообразные, без заметных жилок. Луковички одиночные, почти гладкие, обычно отсутствующие. Стебель высотой 15–45 см, на треть или до половины одетый гладкими влагалищами листьев.
Листья в числе двух–трёх, шириной 0,5–1,5 мм, нитевидные, полуцилиндрические, желобчатые, гладкие или очень редко шероховатые, короче стебля.
Чехол в полтора–два раза короче зонтика, остающийся. Зонтик коробочконосный, пучковатый или чаще пучковато-полушаровидный, реже почти шаровидный, густой, многоцветковый. Цветоножки почти равные, немного или обычно в два–четыре раза длиннее околоцветника, при основании с многочисленными, крупными прицветниками. Листочки колокольчатого околоцветника, беловатые или розоватые, с сильной фиолетово-пурпурной жилкой, равные, туповатые или островатые, ланцетные или продолговатые, внутренние немного шире, длиной 3–6 мм. Нити тычинок равны или на четверть короче листочков околоцветника, при основании между собой и с околоцветником сросшиеся, цельные, треугольно-шиловидные, внутренние при основании шире наружных. Столбик едва выдается из околоцветника.
Коробочка немного короче околоцветника.

## Таксономия
Вид Лук привлекательный входит в род Лук (Allium) семейства Луковые (Alliaceae) порядка Спаржецветные (Asparagales).
|  |                                      |  |                                                             |                                                             |                   |  | ещё 24 семейства (согласно Системе APG II) | ещё 24 семейства (согласно Системе APG II) |                         |  |  |  | ещё более 870 видов |
|  |                                      |  |                                                             |                                                             |                   |  | ещё 24 семейства (согласно Системе APG II) | ещё 24 семейства (согласно Системе APG II) |                         |  |  |  | ещё более 870 видов |
|  |                                      |  |                                                             | порядок Спаржецветные                                       |                   |  |                                            |                                            | род Лук                 |  |  |  |                     |
|  |                                      |  |                                                             | порядок Спаржецветные                                       |                   |  |                                            |                                            | род Лук                 |  |  |  |                     |
|  | отдел Цветковые, или Покрытосеменные |  |                                                             |                                                             | семейство Луковые |  |                                            |                                            | вид Лук привлекательный |  |  |  |                     |
|  | отдел Цветковые, или Покрытосеменные |  |                                                             |                                                             | семейство Луковые |  |                                            |                                            |                         |  |  |  |                     |
|  |                                      |  | ещё 44 порядка цветковых растений (согласно Системе APG II) | ещё 44 порядка цветковых растений (согласно Системе APG II) |                   |  |                                            | ещё около 300 родов                        | ещё около 300 родов     |  |  |  |                     |
|  |                                      |  |                                                             | ещё 44 порядка цветковых растений (согласно Системе APG II) |                   |  |                                            |                                            | ещё около 300 родов     |  |  |  |                     |

### Синонимы
Согласно базе данных GBIF на ноябрь 2023 в синониматику вида Allium delicatulum  Siev. ex Schult. & Schult.f. J.J.Roemer & J.A.Schultes, Syst. Veg. ed. 15[bis]. 7: 1133 (1830) входят следующие названия:
- ≡ Allium delicatulum Siev.
- = Allium dolonkarense Regel
- = Allium pusillum Willd.
- ≡ Allium stenophyllum Regel
- = Allium stenophyllum Regel ex Herder
- = Allium viridulum Kar. & Kir.
- = Allium willdenowii Kunth